# 박태윤
박태윤(1991년 4월 5일 ~ )은 대한민국의 축구 선수로, 포지션은 수비수이다.